# Хмелівка (Івано-Франківський район)
Хмелі́вка — село Івано-Франківського району Івано-Франківської області. Входить до складу Богородчанської селищної громади.

## Географія
Селом протікає потік Хусник.

## Історія
На 1.01.1939 в селі з 910 мешканців було 905 українців-грекокатоликів і 5 поляків.
Наприкінці березня 1944 р. сотня УПА «Благого» в селі зробила акцію на німців: 280 взято в полон, здобуто зброю, боєприпаси і 25 возів з кіньми.
8 квітня 1944 р. лісі коло села повстанці захопили табір радянських парашутистів і здобули дві підводи матеріалів для мінування.
За даними облуправління МГБ у 1949 р. в Богородчанському районі підпілля ОУН найактивнішим було в селах Горохолина, Грабовець і Хмелівка.

## Відомі люди
- Іван Купчак «Бурлака» — референт СБ проводу ОУН Калуської округи.[5]
- Іван Осадців — лікар, громадський діяч.
- Євген Паранюк — краєзнавець, меценат і дослідник української еміграції[6]